# Ananteris luciae
Espèce
Ananteris luciae est une espèce de scorpions de la famille des Ananteridae.

## Distribution
Cette espèce est endémique du Pará au Brésil. Elle se rencontre vers Santarém.

## Description
La femelle holotype mesure 23,0 mm.

## Systématique et taxinomie
Cette espèce a été décrite par Lourenço en 1984.

## Étymologie
Cette espèce est nommée en l'honneur de Lucia Helena Rapp Pydaniel.

## Publication originale
- Lourenço, 1984 : « Ananteris luciae, nouvelle espèce de scorpion de l'Amazonie brésilienne (Scorpiones, Buthidae). » The Journal of Arachnology, vol. 12, no 3, p. 279-282 (texte intégral).